# Ballyragget
Ballyragget (iriska: Béal Átha Ragad) är en ort i grevskapet Kilkenny i Republiken Irland. Orten ligger vid floden Nore, längs vägen N77. Tätorten (settlement) Ballyragget hade 1 082 invånare vid folkräkningen 2016.